# 譚榮勳
譚榮勳，MH（Eric Tam，1978年7月4日—），前任香港大埔區議員（頌汀）、註冊社工，曾於互動電視兼任時事節目主播。曾任民建聯大埔支部主席。
譚榮勳曾就讀澳門慈幼中學，於陳樹渠紀念中學、香港城市大學社會工作副學士及澳洲天主教大學社會科學學士畢業，並曾於香港大學修讀社區領袖培訓課程及中國浦東幹部學院年青政治專才培訓課程。
2003年香港區議會選舉於大埔中選區出選，惜只得971票未能擊敗雙料議員鄭家富。2007年香港區議會選舉轉戰大埔頌汀選區再度參選，獲1703票，以193票之微，擊敗鄭家富的徒弟成功當選。2011年香港區議會選舉於沒有對手的情況下自動當選成為大埔區議會議員。2015年香港區議會選舉擊敗民主黨新人雷諾，再次連任。2019年香港區議會選舉遇到區政聯盟文念志挑戰，只得約二千五百票，未能成功連任，結束十二年的區議員生涯。
譚榮勳於2012年獲香港特區政府頒發行政長官社區服務獎狀。2017年，譚榮勳再次獲香港特區政府嘉許，頒授榮譽勳章。

## 曾任公職
- 大埔區議會議員
  - 社會服務委員會主席
  - 漁農工商、旅遊及文娛康體委員會宣傳及推廣工作小組主席
  - 大埔區議會漁農工商、旅遊及文娛康體委員會主席
  - 大埔區議會交通及運輸委員會副主席
  - 大埔區議會活力專員
  - 大埔區議會社會服務委員會增選委員
  - 工作報告編輯小組主席
- 大埔區青年活動委員會
  - 委員
  - 全年活動工作小組召集人
- 香港紅十字會青年及義工事務部新界東總部
  - 服務主任
  - 大埔區助理區務主任
- 民建聯
  - 中央委員會委員
  - 宣傳及公關委員會主席
  - 大埔支部主席
  - 保安事務副發言人
- 新界青年聯會
  - 副主席
  - 執行委員
  - 特邀委員
- 影視及娛樂事務管理處
  - 電影檢查小組顧問
  - 電視及電台廣播諮詢小組組員
- 香港特別行政區第五屆行政長官選舉委員會委員
- 第四屆全港運動會籌備委員會委員
- 青年事務委員會委員
- 新界青聯發展基金會2014賣旗籌款活動籌委會主席
- 香港傑出學生會董事會董事
- 桂港青年交流促進會常務會董
- 雅麗氏何妙齡那打素慈善基金會委員
- 香港教育學院15週年慶祝活動籌備委員會委員
- 新界社團聯會2010、2013賣旗籌款委員會顧問
- 社會福利署大埔及北區青少年服務地方委員會委員
- 香港學界體育聯會大埔區小學分會名譽顧問
- 大埔藝術中心管理委員會委員
- 香港童軍總會大埔南區區務委員會區務委員
- 大埔區撲滅罪行委員會豐盛人生獎勵計劃工作小組召集人
- 大埔區青少年暑期活動統籌委員會執行委員
- 大埔區焦點小組成員
- 香港天水圍婦女聯合會2009、2013賣旗籌款委員會顧問
- 2008、2009、2010、2011、2012、2013、2014、2015、2016、2017、2018、2019年度大埔區龍舟競賽委員會副會長
- 陳樹渠紀念中學校友會副主席
- 頌雅苑業主立案法團名譽顧問
- 大埔民生協進會主席
- 大埔區撲滅罪行委員會委員
- 上訴審裁團(建築物)成員
- 香港消防處消防安全大使導師
- 大埔足球會副主席
- 大埔社區動力協會召集人
- 大埔各界慶祝國慶籌備委員會委員

## 外部連結
- 譚榮勳個人網頁（页面存档备份，存于）

| 前任： 黃天龍 | 大埔區議會頌汀選區 2008年—2019年 | 繼任： 文念志 |